# Dolgen am See
Dolgen am See (pol. hist. Dołgie) – gmina w Niemczech, w kraju związkowym Meklemburgia-Pomorze Przednie, w powiecie Rostock, wchodzi w skład Związku Gmin Laage.